# Émile Joly
Émile Joly (Châtelineau, Châtelet, 4 de abril de 1904 - Montigny-le-Tilleul, 24 de febrero de 1980) fue un ciclista belga, que fue profesional entre 1928 y 1936. Durante su carrera deportiva consiguió una veintena de victorias, destacando la Vuelta a Bélgica de 1930.

## Palmarés
- 1928
  - Campió de Bélgica de indepedientes
  - 1º en la Bruselas-Lieja de indepedientes
  - 1º en el Gran Premio Faber
- 1929
  - 1º en el Circuito de París
- 1930
  - 1º en la Vuelta a Bélgica y vencedor de 2 etapas
  - 1º en el Circuito de París
  - 1º en la París-Fourmies
  - 1º en la Marsella-Lyon
  - Vencedor d'una etapa del Gran Premio del Centenario
- 1931
  - 1º en la París-Limoges
  - 1º en la París-Fourmies
  - 1º en la París-Rennes
  - 1º en la Bruselas-Amberes-Bruselas y vencedor de 2 etapas
- 1932
  - 1º en el Circuito del Oeste
- 1935
  - Vencedor de una etapa de la Vuelta a Bélgica

### Resultados en el Tour de Francia
- 1929. Abandona (15º etapa)
- 1933. Abandona (1º etapa)